# Шаипов, Латип Умарпашаевич
Латип Умарпашаевич Шаипов (род. 17 сентября, 1955, имени Панфилова, Кагановический район, Фрунзенской области Киргизской ССР) — народный артист Республики Дагестан (02.10.2020), известный певец, художественный руководитель и режиссёр народного театра Дома культуры селения Эндирей Хасавюртовского района Дагестана, а также лауреат республиканских и российских фестивалей, смотров и конкурсов. Исполнитель популярной песни-гимна о кумыкском предводителе Султан-Муте Тарковском.

## Биография
Родился в 1955 году 17 сентября, 1955, имени Панфилова, Кагановической районе Фрунзенской области Киргизской ССР, куда был сослан в феврале 1944 года сталинским режимом весь чеченский народ. По возвращении семья Шаиповых поселилась в селении Узун-отар, где и прошло детство и юность Л. Шаипова. Считает себя представителем двух народов: чеченского и кумыкского.
По национальности чеченец, выходец из селения Юрт-Аух (ныне Калининаул Казбековского района республики), представитель чеченского тайпа вяппий, исполняет песни на кумыкском, чеченском и русском языках.
После окончания Узунотарской восьмилетней школы, Л. Шаипов продолжил учебу в Эндирейской СОШ, где окончил 9 и 10 классы в 1973 году. После окончания школы поехал в Москву поступать в Всесоюзный Государственный институт кинемотографии (ВГИК). Однако не прошел по конкурсу где было 54 человек на место. В том же 1973 году призвался в Советскую Армию. Где создал из числа сослуживцев — земляков народный ансамбль, на гарнизонном музыкальном конкурсе ансамбль Латипа  занял 1 место. За что командованием части был поощрён краткосрочным отпуском домой. Вместе с осетинскими артистами ансамбль Л. Шаипова гастролировал по республике Северная Осетия. 
Будучи в армии, Л. Шаипов свою дальнейшую жизнь видел как певца. Находясь в армии Л. Шаипов написал письмо в Министерство культуры Чечено-Ингушской АССР. Министерство пригласили Л. Шаипова по окончании службы в Грозный. После приезда Л. Шаипова провели собеседование и велели приехать на следующий год. Желание Л. Шаипова стать певцом, привели его в город Махачкала. Л. Шаипов в совершенстве владел кумыкским языком, из-за чего оказался в коллективе Кумыкского Государственного музыкально-драматического театра им. А.Салаватова. Работал на сцене с известными кумыкскими артистами Б. Мурадовой, С. Мурадовой, М. Акмурзаеввым, А. Айгумовым, Н. Максудовым и др. 
Л. Шаипов часто принимает участие на совместных мероприятиях с артистами чеченской филармонии. В Чечне к 60-летнему юбилею Л. Шаипова вручили медаль «За укрепление межнациональных отношений». Совместно с чеченскими артистами выступает за пределами Чеченской Республики где Л. Шаипов выступает на чеченской сцене. Со многими чеченскими артистами имеет дружеские отношения.
Опыт который получил работая в Кумыкском музыкально-драматическом театре имени Алимпаши Салаватова пригодился Л. Шаипову в 1989 году при создании драматического кружка при сельском Доме Культуры селения Эндирей, который уже в 1992 году получил статус народного театра в которой Л. Шаипов работал режиссер-постановщиком и артистом. Самодеятельные артисты со своими спектаклями гастролировали по населённым пунктам Хасавюртовского района, а так же выезжали в столицу республики Махачкалу для участия на Республиканском фестивале народных театров «Маска», где коллектив театра получил Диплома I- степени, такой же награды Л. Шаипов удостоен и на III- Республиканском фестивале, проходившем в городе Избербаш.
Л. Шаипов признан лучшим клубным работником республики Дагестан, в номинации «Народный театр» конкурса «Душа Дагестана» Л. Шаипов стал обладателем республиканской премии, проживает в селе Тотурбийкала Хасавюртовского района.
Л. Шаипов награждён дипломом первой степени конкурса кумыкских песен.